# Poienița Voinii
Poienița Voinii – wieś w Rumunii, w okręgu Hunedoara, w gminie Bunila. W 2011 roku liczyła 103 mieszkańców.